# Ieke van den Burg
Hendrika Cornelia Johanna (Ieke) van den Burg (Apeldoorn, 6 maart 1952 – Amsterdam, 28 september 2014) was een Nederlandse politica en vakbondsbestuurder. Namens de Partij van de Arbeid (PvdA) was zij van 1999 tot 2009 lid van het Europees Parlement.

## Loopbaan
Van den Burg volgde een studie sociale wetenschappen en later een opleiding tot offsetdrukker. In 1984 trad ze als emancipatiemedewerkster in dienst van Druk en Papier FNV. Later werd ze beleidsmedewerker bij het FNV Vrouwensecretariaat. In 1990 werd zij lid van het FNV federatiebestuur, waar zij acht jaar deel van uit blijft maken. Zij kreeg een aantal "vrouwenthema's" als kinderopvang op de algemene vakbondsagenda gezet. Van 1988 tot 1997 was Van den Burg lid van de Sociaal-Economische Raad (SER) en vervulde ze een aantal andere bestuurlijke functies.
In 1999 erd Van den Burg gekozen als lid van het Europees Parlement. Ze hield zich vooral bezig met de parlementscommissies Economisch/Monetaire Zaken en Interne Markt/Consumentenbescherming, en diende onder andere een rapport in over grensoverschrijdende bedrijfspensioenregelingen. In 2004 werd zij gekozen voor een tweede termijn. Op 13 juli 2009 eindigde haar lidmaatschap van het Europees Parlement. Zij focuste zich sterk op Corporate Governance, onder andere vanuit het idee dat werknemers bij het toezicht betrokken dienen te worden. Zij was een pleitbezorgster van het door de medezeggenschap gebruikmaken van het recht om voor de Raden van Commissarissen mensen voor te dragen en richtte met dit doel voor ogen de Stichting À Propos op. Daarna vervulde ze bestuursfuncties en commissariaten, onder andere bij ASML en APG.
Van 2011 tot 2014 was Van den Burg voorzitter van Finance Watch, een organisatie die zich in Brussel bezighoudt met financiële regelgeving en als tegengewicht voor de financiële lobby wil dienen.
Ieke van den Burg overleed op 62-jarige leeftijd in het najaar van 2014.

## Nagedachtenis
Als nagedachtenis aan haar is in 2017 de Driehoek 3D Trofee in het leven geroepen: een prijs voor de meest effectieve samenwerking in de "driehoek" van toezicht, bestuurder en ondernemingsraad. Op 12 december 2017 zal deze tijdens een congres van de Alliantie, Medezeggenschap en Governance in het SER gebouw uitgereikt worden.
- Biografisch Portaal: 58639052
- International Standard Name Identifier: 0000 0003 9233 2530
- Library of Congress Control Number: n2014075719
- Nederlandse Thesaurus van Auteursnamen: 074547860
- Parlement.com: vghq1ig3iozh
- SNAC: w6642twd
- Virtual International Authority File: 286289015
- WorldCat: E39PBJp9y7jCq4Wd6H6gqRgR8C